# Valor numérico
Valor numérico de uma expressão algébrica é o resultado que se obtém quando se substituem as variáveis/incógnitas em uma determinada expressão algébrica por valores numéricos e se efetuam as operações indicadas.
Exemplo: dada a expressão algébrica {\displaystyle 2ab^{3}\,}:
- Se a = 7 e b = 4, o seu valor numérico será {\displaystyle 2\times 7\times 4^{3}=896\,}

Duas expressões algébricas são equivalentes quando elas assumem o mesmo valor numérico, para quaisquer valores assumidos por suas variáveis e incógnitas.